# 버니 (1998년 영화)
버니(Bunny)는 1998년 크리스 웨지가 감독하고 블루 스카이 스튜디오가 제작한 미국의 단편 애니메이션 영화이다.
이 영화는 2002년에 출시된 아이스 에이지의 오리지널 2디스크 특별판 DVD에 수록되었고 2006년 아이스 에이지 2 개봉에 맞춰 재발매된 "슈퍼 쿨 에디션"에도 수록되었다.
이 영화는 랜싱 캠벨의 엉클 위길리 삽화에 영향을 받았으며, 톰 웨이츠와 캐슬린 브레넌이 작곡한 음악이 삽입되었다.
버니는 1998년 아카데미 단편 애니메이션상을 수상했으며 아르스 일렉트로니카 대상에서 골든 니카상을 수상했다.

## 줄거리
버니는 숲속 작은 오두막에 혼자 사는 늙은 토끼이다. 어느 날 밤 케이크를 굽던 중, 부엌 주위를 계속 날아다니는 큰 나방 때문에 계속 괴로워한다. 아무리 해도 침입자를 없앨 수 없고, 특히 오래전 결혼식 날 찍은 자신과 돌아가신 남편의 사진에 부딪힐 때 더욱 짜증을 낸다. 한 번은 실수로 나방을 케이크 반죽에 떨어뜨리는데, 버니는 재빨리 화를 내며 반죽을 섞고 팬에 부어 오븐에 넣는다. 그리고 주방 타이머를 맞추고 잠이 들었다가, 오븐에서 나는 큰 굉음과 푸른색-흰색 빛에 깨어나는데, 오븐 문이 곧 열린다. 안으로 기어 들어가자 나방과 마주하고, 나방이 앞장서자 등에서 거대한 나방 날개가 돋아나 그녀를 움직이게 하면서 빛의 근원을 향해 초자연적인 공간을 떠다니기 시작한다. 그녀는 곧 빛으로 이끌리는 수십 마리의 나방들 사이에 있음이 드러난다. 영화는 결혼 사진의 클로즈업으로 끝나는데, 어린 버니가 남편의 어깨에 만족스럽게 머리를 기댄 채 사진이 살아난다. 두 마리의 나방 그림자와 반사광도 이미지 위를 움직인다.
아이스 에이지 DVD에 수록된 영화 소개에서 웨지는 이러한 사건에 대해 다음과 같이 설명한다. 버니는 잠자다가 죽고, 오븐은 사후 세계로 가는 관문 역할을 한다. 그녀의 영혼은 밝은 빛으로 가는 나방처럼 본능적으로 오븐 안으로 이끌리고, 마침내 남편과 재회한다.

## 수상
- 1999: 아카데미 단편 애니메이션상 (수상)[7]